# Uttanásana

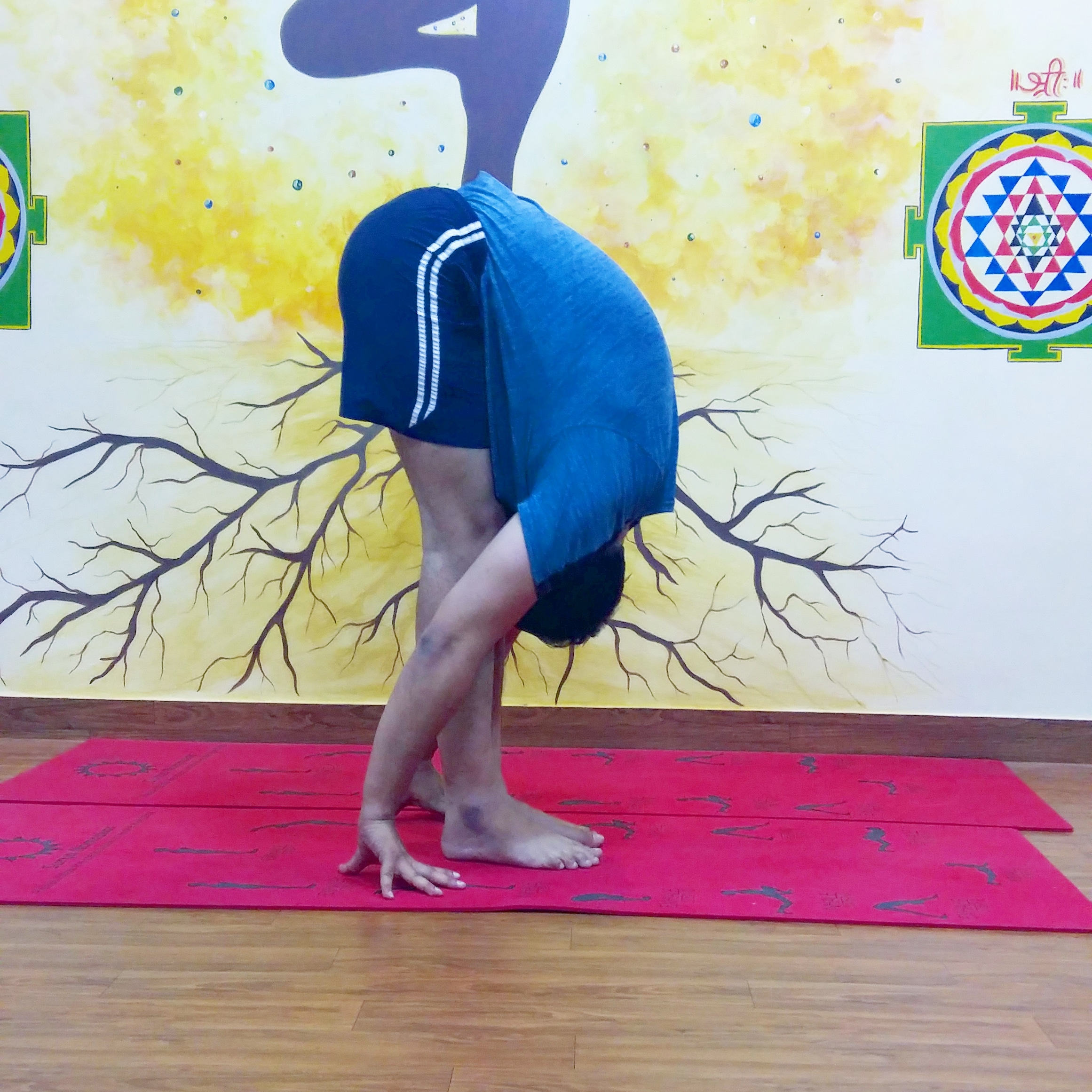
Uttanásana

Uttanásana (उत्तानासन) neboli hluboký předklon je jednou z ásan.

## Etymologie
Název pochází ze sanskrtského slova uttána (उत्तान) stažený a asana (आसन) posed/pozice.

## Popis
- pohled nad naší hlavu do jednoho budu (jde o součást pozdravu slunce)
- s výdechem klesáme do hlubokého předklonu
- kontrolovaně s hlavou dolů a rukama pevně opřenýma vyrovnámetěžiště
- s nádechem se vracíme do rovného předklonu, páteř dostává zpátky vlnovitý tvar